# Département Côte-d’Or
Das Département de la Côte-d’Or [kotˈdɔːʀ] (deutsch Goldener Hang) ist das französische Département mit der Ordnungsnummer 21. Es liegt im Osten des Landes in der Region Bourgogne-Franche-Comté und ist nach einer von Weinbau geprägten geologischen Steilabbruchkante benannt, die von Dijon südlich über Beaune verläuft.

## Geographie
Das Département grenzt im Norden an das Département Aube, im Nordosten an das Département Haute-Marne, im Osten an das Département Haute-Saône, im Südosten an das Département Jura, im Süden an das Département Saône-et-Loire sowie im Westen an die Départements Nièvre und Yonne.
Durch das Département fließen die Saône und die Seine. Die Ouche fließt in die Saône.  Im Nordosten, an der Grenze zum Département Haute-Marne liegt der Nationalpark Forêts.

## Geschichte

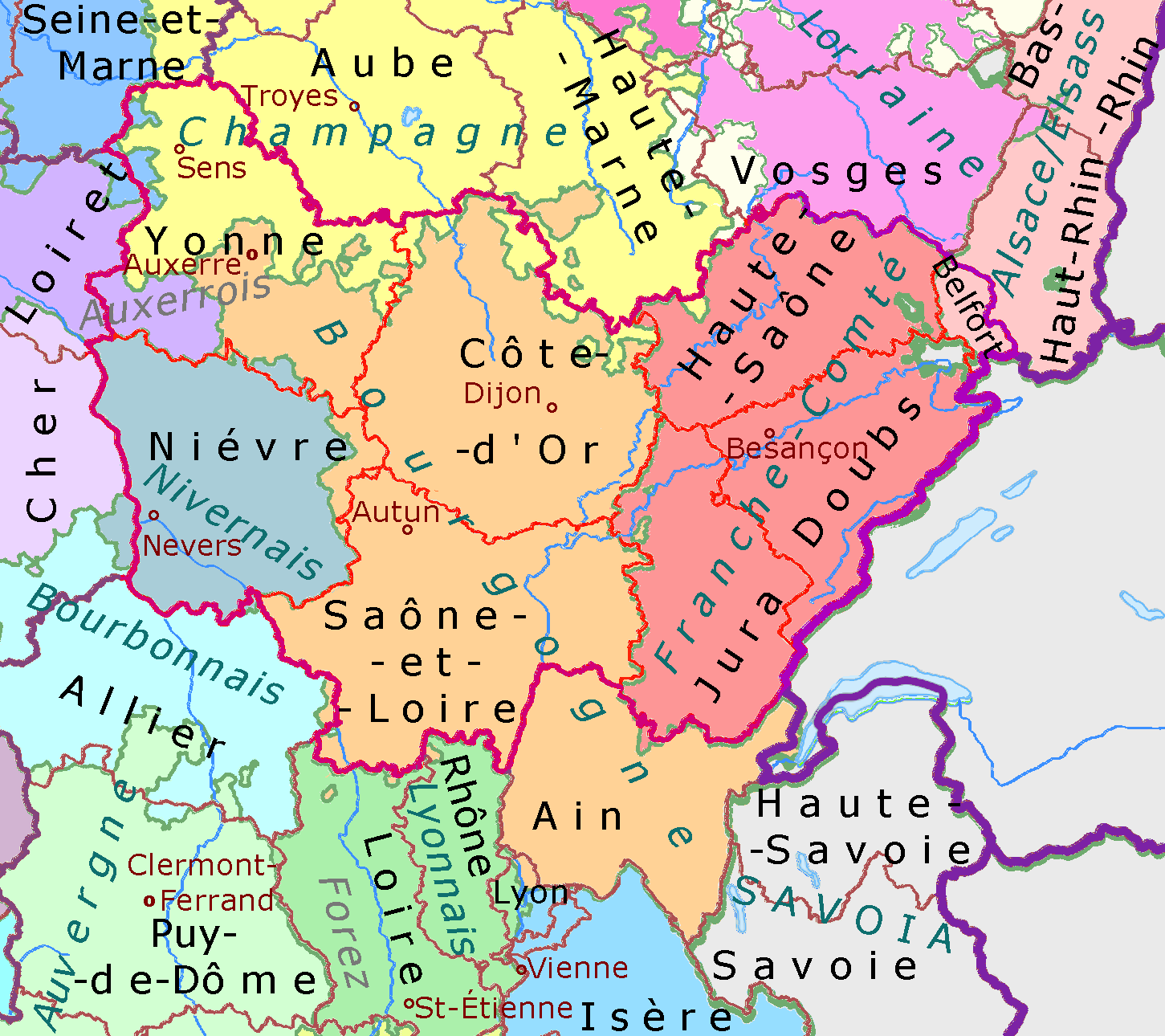
Département Côte-d’Or in der Region Bourgogne-Franche-Comté vor dem Hintergrund der Provinzen des Ancien Régime

Das Département wurde am 4. März 1790 aus Teilen der Provinz Burgund gebildet.
Von 1960 bis 2015 gehörte es zur Region Burgund, die 2016 in der Region Bourgogne-Franche-Comté aufging.

## Wirtschaft
Das Département Côte-d’Or ist ein führendes Weinanbaugebiet Frankreichs.

## Städte
Die bevölkerungsreichsten Gemeinden des Départements Côte-d’Or sind:
| Stadt                  | Einwohner (2022) | Arrondissement |
| ---------------------- | ---------------- | -------------- |
| Dijon                  | 159.941          | Dijon          |
| Beaune                 | 20.233           | Beaune         |
| Chenôve                | 14.299           | Dijon          |
| Talant                 | 11.986           | Dijon          |
| Chevigny-Saint-Sauveur | 10.895           | Dijon          |
| Quetigny               | 8.897            | Dijon          |
| Fontaine-lès-Dijon     | 9.032            | Dijon          |
| Longvic                | 8.787            | Dijon          |
| Auxonne                | 7.592            | Dijon          |
| Saint-Apollinaire      | 7.517            | Dijon          |

## Verwaltungsgliederung
Das Département Côte-d’Or gliedert sich in 3 Arrondissements, 23 Kantone und 698 Gemeinden:
| Arrondissement        | Kantone | Gemeinden | Einwohner 1. Januar 2022 | Fläche km² | Dichte Einw./km² | Code INSEE |
| --------------------- | ------- | --------- | ------------------------ | ---------- | ---------------- | ---------- |
| Beaune                | 6       | 222       | 109.350                  | 2.359,09   | 46               | 211        |
| Dijon                 | 15      | 224       | 370.369                  | 2.808,21   | 132              | 212        |
| Montbard              | 3       | 252       | 57.858                   | 3.595,91   | 16               | 213        |
| Département Côte-d’Or | 23      | 698       | 537.577                  | 8.763,21   | 61               | 21         |

Siehe auch:

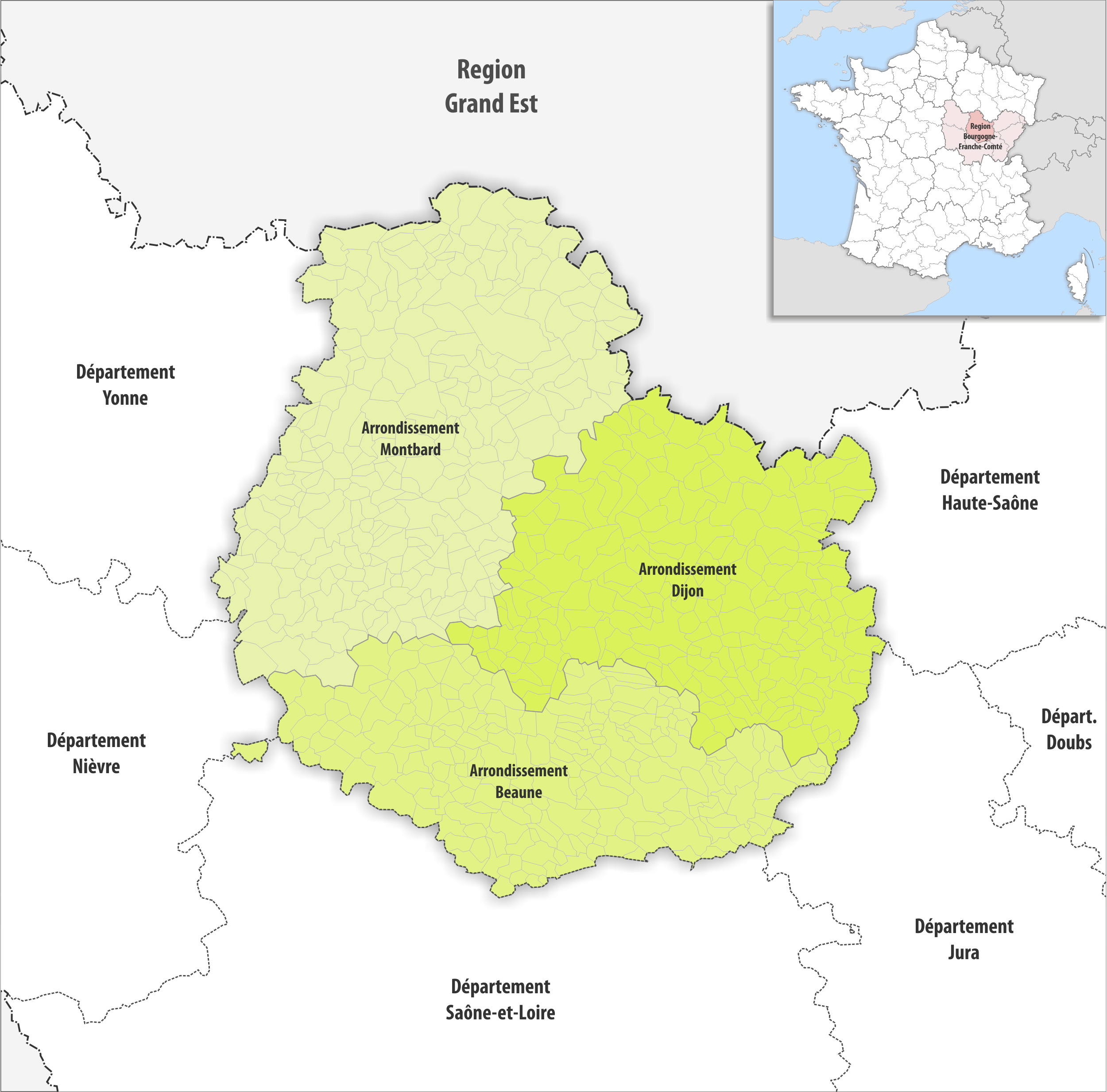
Gemeinden und Arrondissements im Département Côte-d’Or

- Liste der Gemeinden im Département Côte-d’Or
- Liste der Kantone im Département Côte-d’Or
- Liste der Gemeindeverbände im Département Côte-d’Or